# Совет исламского согласия
Совет исламского согласия (перс. شورای وفاق اسلامی‎) — Афганская националистическая шиитская группировка моджахедов. Группировка пользовалась ограниченным доверием Иранского руководства, поскольку  лидер группировки Али Бехешти постоянно поддерживал связи с иракским шиитским духовенством. Политическая платформа организации содержала требование о выводе советских войск с территории Афганистана и представлении «Хазараджату» автономии.
Отряды и группы, численность которых была около 6 тыс. человек, были сосредоточены в провинциях Газни и Бамиан. Активных боевые действия не вели, в основном были заняты борьбой с другими шиитскими группировками за сферы влияния. Лидеры организации склонялись к целесообразности ведения переговоров с представителями государственной власти. Штаб квартира располагалась в Иранском городе Мешхед. В декабре 1987 года группировка стала членом Шиитской восьмерки. В июле 1989 года вошла в состав группировки «Партия исламского единства Афганистана».
Лидер группировки — Сайид Али Бехешти, военный руководитель — Саид Мохаммад Хасан (Саид Джарган).